# Vended
Vended est un groupe américain de nu metal, originaire de Des Moines, en Iowa. Formé en 2018, le groupe compte deux membres qui sont les fils de membres de Slipknot : le chanteur Griffin Taylor est le fils de Corey Taylor, et le batteur Simon Crahan est le fils de Shawn « Clown » Crahan. Ils sont rejoints par le bassiste Jeremiah Pugh, et les guitaristes Cole Epseland et Connor Grodzicki. Vended sort l'EP What Is It//Kill It en 2021, ainsi que plusieurs singles indépendants.

## Histoire
Vended est formé en 2018 par Griffin Taylor et Simon Crahan alors qu'ils étaient adolescents ; le duo recrute ensuite Jeremiah Pugh, Cole Epseland et Connor Grodzicki. Leur nom se prononce en mettant l'accent sur la deuxième syllabe : « ven-DEAD », et est basé sur le mot vendetta. Le groupe évite les tournées pendant ses premières années en raison de son jeune âge.
Les plus jeunes Taylor et Crahan résistent aux comparaisons du groupe avec Slipknot, soutenant qu'ils sont en grande partie des musiciens autodidactes et qu'ils n'ont pas reçu d'instructions approfondies de leurs pères,. Cette affirmation a été soutenue par les plus âgés Taylor et Crahan,,.
Le groupe se produit pour la première fois en public à Des Moines en mars 2020, juste avant d'être contraint de se mettre en pause à cause de la pandémie de Covid-19. Ils sortent leur premier enregistrement, le single Asylum, le 21 septembre 2021. Vended sort un deuxième single, Burn My Misery, le 19 octobre et annonce la sortie de l'EP What Is It/Kill It le mois suivant, le 12 novembre. L'EP What Is It/Kill It, composé de cinq chansons, est sorti en novembre 2021. Fin 2022, Vended fait une tournée aux États-Unis avec Jinjer et P.O.D.. Vended sort plusieurs singles autonomes à partir de 2022,.

## Membres
- Griffin Taylor – chant
- Simon Crahan – batterie
- Jeremiah Pugh – basse, chœurs
- Cole Epseland – guitare solo
- Connor Grodzicki – guitare rythmique, chœurs

## Discographie
- 2021 : What Is It//Kill It (EP)
- 2024 : Vended (album)